# Booka Shade
Booka Shade è un duo di disc-jockey e produttori electro house e deep house tedeschi. È formato da Walter Merziger ed Arno Kammermeier, descritti come veterani della scena musicale elettronica di Francoforte sul Meno.  Hanno pubblicato 2 album, Memento e Movements e, recentemente, l'EP Numbers (Dj Kicks). Il loro singolo del 2005 Mandarine Girl li ha consacrati fra i massimi esponenti della scena house minimal internazionale, a cui hanno fatto seguito altri brani di successo come In White Rooms e Night Falls.

Booka Shade sono fondatori e affiliati all'etichetta indie house tedesca Get Physical.

## Discografia

### Album
- 2004 "Memento"
- 2006 "Movements"
- 2008 "The sun and the neon light"
- 2010 "More!"
- 2013 "EVE"
- 2016 "Movements 10"
- 2017 "Galvany Street"
- 2018 "Cut the Strings"

### Singoli
- 1995 "Kind of Good"
- 1996 "Silk"
- 2004 "Every Day in My Life" (Marc Romboy vs. Booka Shade)
- 2004 "Stupid Questions"
- 2004 "Vertigo / Memento"
- 2005 "Body Language" (M.A.N.D.Y. vs. Booka Shade)
- 2005 "Mandarine Girl"
- 2005 "Memento Album Remixes"
- 2006 "Darko"
- 2006 "In White Rooms"
- 2006 "Night Falls"
- 2006 "Played Runner" (DJ T. vs. Booka Shade)
- 2007 "Body Language" (M.A.N.D.Y. vs. Booka Shade) (remixes)
- 2007 "Tickle / Karma Car"
- 2007 "Numbers (DJ Kicks)" EP
- 2008 "Charlotte"

## Remix
Tutti i remix citati sono accreditati Booka Shade eccetto dove diversamente specificato. Booka Shade lavorano sovente con i dj e produttori tedeschi M.A.N.D.Y., co-fondatori dell'etichetta Get Physical.
- 1996 Blue Fiction - "When the Girl Dances"
- 1996 Natural Born Grooves - "Forerunner"
- 1996 Solid - "Fall Down on Me"
- 1996 Smokin Beats - "Disco Dancin"
- 1996 Taucher - "Happiness"
- 2004 Freeform Five - "Strangest Things" (M.A.N.D.Y. Remix)
- 2004 Joakim - "Come into My Kitchen" (M.A.N.D.Y. Remix)
- 2005 Moby - "Dream About Me"
- 2005 Tahiti 80 - "Big Day"
- 2005 Fischerspooner - "Just Let Go" (M.A.N.D.Y. Remix)
- 2005 Chelonis R. Jones - "Middle Finger Music"
- 2005 The Juan MacLean - "Tito's Way"
- 2005 The Knife - "Pass This On" (M.A.N.D.Y. Knifer Mix)
- 2005 Mylo - "In My Arms" (M.A.N.D.Y. Remix)
- 2005 Rex the Dog - "Prototype" (M.A.N.D.Y. Remix)
- 2006 Depeche Mode - "Martyr" (Booka Shade Travel Mix/Booka Shade Full Vocal Mix Edit/Booka Shade Dub Mix)
- 2006 Hot Chip - "(Just Like We) Breakdown" (Booka Shade Dub Mix/Booka Shade Vox Mix)
- 2006 The Knife - "Marble House" (Booka Shade's Remix/Booka Shade's Polar Light Remix/Booka Shade's Polar Light Dub)
- 2006 Lindstrøm - "I Feel Space" (M.A.N.D.Y. Remix)
- 2006 Mylo - "Muscle Car" (DJ T. Remix)
- 2006 Rockers Hi-Fi - "Push Push" (M.A.N.D.Y. Pusher Remix)
- 2006 Spektrum - "May Day" (DJ T. Remix)
- 2006 Tiefschwarz feat. Tracey Thorn - "Damage" (M.A.N.D.Y. Rmx/M.A.N.D.Y. Dub Mix)
- 2006 Yello - "Oh Yeah"
- 2007 Azzido Da Bass - "Lonely By Your Side"
- 2007 Tiga - "3 Weeks" (Booka Shade Vocal Mix/Booka Shade Dub)